# Necydalis barbarae
Necydalis barbarae là một loài bọ cánh cứng trong họ Cerambycidae.